# IBK Lund
IBK Lund är en innebandyklubb med verksamhet i Lund och hemmahall Lerbäckshallen. 
Klubben bildades 2003 som IK SödraDal genom en sammanslagning mellan de båda innebandyföreningarna IBK Dalby och Södra Sandby IBF. SödraDal heter från och med säsongen 2015/2016 IBK Lund, genom sammanslagningen med Lugi IBK. Klubben består av två föreningar, IBK Lund och IBK Lund Elit. IBK Lund och IBK Lund Elit är tillsammans Skånes största innebandyförening samt en av de största innebandyföreningarna i Sverige med cirka 900 medlemmar, varav cirka 830 licensierade spelare. Klubben har representationslag i SSL för damer och Södra Allsvenskan för herrar samt att de spelar sina hemmamatcher i Lerbäckshallen. Säsongen 2019/2020 avbröts på grund av smittspridningen av Covid-19. IBK Lunds damer blev då uppflyttat till Svenska superligan för damer.

## Superliga-, juniorlandslags- och A-landslagsspelare fostrade i klubben
- Marina Persson (Pixbo Wallenstam IBK)
- Stefan Magnusson (FC Helsingborg)
- Theres Lendt (Pixbo Wallenstam IBK)
- Ida Sundberg (Pixbo Wallenstam IBK) Första spelaren från klubben som tagit SM-guld i SSL 2016, samt VM-guld 2017.
- Lisa Stellansdottir (Linköping IBK, Malmö FBC)
- Ella Hammer (IBK Lund)
- Minna Karlsson (Sveriges dam U19 landslag i innebandy)
- Pontus Sölve (FC Helsingborg)
- Hilda Hammer (IBK Lund)
- Moa Nilsson (IBK Lund)
- Chanel Lindqvist (IBK Lund)
- Isabell Holm (IBK Lund U19 landslaget)
- Jörgen Hammer (IBK Lund)